# Prosopocoilus fruhstorferi
Prosopocoilus fruhstorferi là một loài bọ cánh cứng trong họ Lucanidae. Loài này được Kolbe mô tả khoa học năm 1897.